# Boettcheria cubana
Boettcheria cubana är en tvåvingeart som beskrevs av Guilherme A.M.Lopes 1950. Boettcheria cubana ingår i släktet Boettcheria och familjen köttflugor.
Artens utbredningsområde är Kuba. Inga underarter finns listade i Catalogue of Life.